# Parlamentswahl in der Türkei 1939

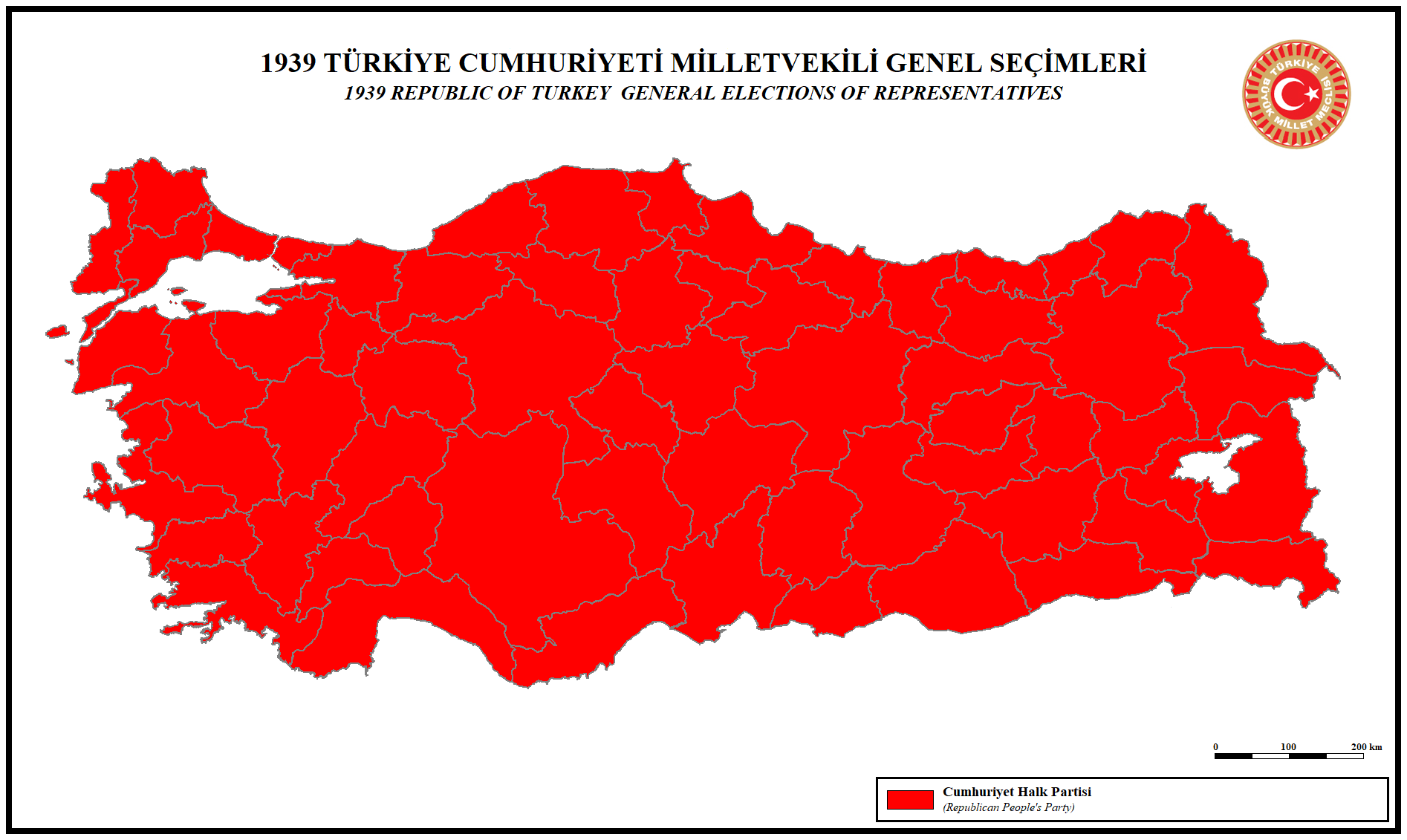

Die Parlamentswahlen in der Türkei 1939 fanden am 26. März desselben Jahres statt. Es war die fünfte Wahl der türkischen Nationalversammlung nach der Gründung/Ausrufung der Republik und die erste Wahl nach dem Tod des Staatsgründers Mustafa Kemal Atatürk im Jahr davor. 

## Wahl
Wie auch bei den früheren Wahlen vor 1946 trat nur die Regierungspartei an, die Republikanische Volkspartei (CHP). Die CHP trat dieses Mal unter ihrem neuen türkischen Namen „Cumhuriyet Halk Partisi“ an, davor hieß sie „Cumhuriyet Halk Fırkası“ (CHF). Die Liste der Abgeordneten wurde durch den Präsidenten und „Nationalen Chef“ (original: Milli Şef) İsmet İnönü festgelegt. 

## Ergebnis
Die durch den Präsidenten İsmet İnönü festgelegte Liste enthielt insgesamt 424 Abgeordnete, von denen 420 (14 Frauen) der Regierungspartei CHP angehörten. Die übrigen vier Plätze wurden den unabhängigen Berç Türker, Dr. Nikola Taptas, İstamat Özdamar und Dr. Abravaya Marmaralı vergeben. Die Anzahl der unabhängigen Abgeordneten reduzierte sich insgesamt von etwa dreizehn auf nur vier im Vergleich zu der vorherigen Wahl, was viel Aufmerksamkeit erregte. Nach der Wahl wurde İsmet İnönü mit einer Mehrheit zum Präsidenten wiedergewählt, woraufhin Refik Saydam aus der Partei austrat.
In einem Telegramm des wiedergewählten Präsidenten bedankte sich dieser für den Sieg bei der Wahl mit diesen Worten „Ich habe viele Telegramme von meinen Abgeordnetenkollegen und Bürgern erhalten, in denen sie ihre Liebe und Gunst zum Ausdruck brachten. Ich bitte sie, meinen herzlichen Dank anzunehmen.“

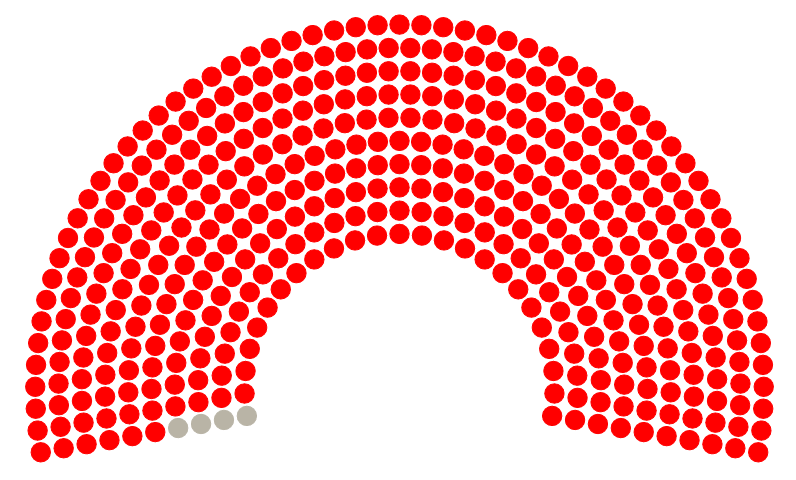
Zusammensetzung des TBMM